# زوحيفان أغاردي
الزوحيفان الأغاردي (الاسم العلمي:Caulerpa agardhii) هو نوع من النباتات يتبع جنس الزوحيفان من الفصيلة الزوحيفانية.